# グルテンフィード
グルテンフィード（グルーテンフィード）（英 Gluten feed） または コーングルテンフィードは、トウモロコシからデンプン（コーンスターチ）や異性化糖を製造する過程でできる副産物の一つ。主に飼料として消費される。

## 概要
コーンウエットミリングと呼ばれる、トウモロコシをデンプンやタンパク質など化学的な成分ごとに分ける過程において、希釈した亜硫酸液に浸漬し、コーン油搾油用の胚芽を分離した後の工程で、スクリーンで水洗いして外皮部分の繊維質を採取する。これに浸漬液を加えたものがグルテンフィードとなる。肉牛などの飼料として単独で使用される場合と、配合飼料の原料とする場合とがある。